# Aterno-Pescara
Aterno-Pescara är ett flodsystem i Abruzzo i östra Italien. Floden kallas Aterno nära källorna men nära staden Pescara tar den namnet Pescara. 

## Flöde
Aternos källor ligger i Monti della Laga nära Montereale (provinsen L'Aquila) i regionen Abruzzo. Den flyter till Valle Peligna nära Raiano där den flyter samman med floden Sagittario. Vid Popoli flyter den samman med bifloden Pescara där den också byter namn. Vid staden Pescara (provinsen Pescara) i regionen Abruzzo rinner floden ut i Adriatiska havet. 
Floden Aterno var en av picenernas gränsfloder.